# Plagithmysus lanaiensis
Plagithmysus lanaiensis är en skalbaggsart som beskrevs av Sharp 1900. Plagithmysus lanaiensis ingår i släktet Plagithmysus och familjen långhorningar. Inga underarter finns listade i Catalogue of Life.